# Nektar (zespół muzyczny)
Nektar – brytyjski zespół grający rock progresywny i space rock. Został założony w 1969 roku przez brytyjczyków stacjonujących w Niemczech – gitarzystę i wokalistę Roye'a Albrightona, basistę Dereka "Mo" Moore'a, klawiszowca Allana "Taff" Freemana oraz perkusistę Rona Howdena.

## Historia

### Lata 1969-1973
Zespół powstał w 1969 roku w Hamburgu w Niemczech. Członkami-założycielami byli brytyjczycy: Roye Albrighton na gitarze i śpiew, Allan „Taff” Freeman na instrumentach klawiszowych, Derek „Mo” Moore na gitarze basowej, Ron Howden na perkusji oraz dwaj techniczni Mick Brockett i Keith Walters na światłach i „efektach specjalnych”. Chociaż koncepcja członków, którzy nie występowali na scenie nie była bezprecedensowa i oryginalna (choćby np. Keith Reid w Procol Harum, Peter Sinfield w King Crimson czy Brian Wilson w The Beach Boys), uznano to za nietypowe, że jedna trzecia składu Nektar nie miała żadnej roli w wykonywaniu lub pisaniu ich muzyki. O ile w trakcie ich wczesnego istnienia zespół stworzył piosenki na okładkach przez wszystkich sześciu członków, to jednak nagrania BMI pokazują, że muzykę napisało czterech występujących członków (Albrighton, Freeman, Moore i Howden). Mick Brockett napisał jednak teksty razem z Derekiem „Mo” Moore i wymyślił lub przyczynił się do powstania oryginalnych tytułów albumów.
Debiutancki album zespołu Journey to the Center of the Eye (1971), składał się z 13 utworów trwającej ponad 40 minut. Był to album koncepcyjny o astronaucie, któremu istoty pozaziemskie przekazują przytłaczającą mu wiedzę. Od strony muzycznej był to rock progresywny z elementami rocka psychodelicznego i space rocka. Druga ich płyta A Tab in the Ocean (1972; 141 miejsce w USA), nawiązywała do bardziej konwencjonalnych wpływów hard rocka i blues rocka. Został nagrany już w 5-osobowym składzie, ponieważ Keith Walters opuścił zespół po wydaniu debiutu w 1972 roku. Trzeci album studyjny, podwójny ...Sounds Like This (1973) przyniósł muzykę w większym stopniu improwizowaną, nagraną w studiu "na żywo", choć zespół przez jakiś czas nadal wykorzystywał ten styl na koncertach i płytach. Grupa zyskała pewną popularność, dzięki sporemu aktywności koncertowej.

### Lata 1973-1976
Czwarte wydawnictwo Nektaru Remember the Future (1973), na krótko przyniosło zespołowi ogromną popularność. Jest to album koncepcyjny o tematyce science-fiction. Opowiada o istocie pozaziemskiej, która doznaje ostracyzmu ze strony ludzi, zaprzyjaźnia się jednak z niewidomym chłopcem i przywraca mu wzrok. Zespół zademonstrował znacznie bardziej melodyjne i łagodne brzmienie niż na poprzednich albumach i znalazł się na liście Top 20 w USA (miejsce 19). Down to Earth (1974) był kolejnym albumem koncepcyjnym, tym razem o tematyce cyrkowej. Sprzedawał się również dobrze, dostając się na listę Top 40 (miejsce 32 w USA) i włączając ich jedyny singiel na liście Billboard „Astral Man” (91 miejsce). Szósty album Recycled (1975) podejmował tematykę ekologiczną. Był stylistycznie bliski takim grupom jak Gentle Giant i kontynuował styl rocka progresywnego. Album ten zajął miejsce 89. na amerykańskiej liście przebojów.

### Lata 1976-1978 i 1979-1982
Albrighton opuścił zespół w grudniu 1976 roku, tuż przed sesjami nagraniowymi na płytę Magic Is a Child (1977; 172 pozycja w USA). W tym momencie do pozostałych członków dołączył gitarzysta i wokalista Dave Nelson, który zastąpił Albrightona. Album był bardziej eklektyczny, choć zawierał krótsze i dość łatwe w odbiorze piosenki. Tekstowo album obejmował szeroki zakres tematów, od mitologii nordyckiej oraz magii po bardziej przyziemne tematy, takie jak koleje i kierowcy ciężarówek. W 1978 zespół rozwiązał się. Jednak w 1979 roku Albrighton (który powrócił do zespołu w 1978 roku przed rozpadem) i Freeman reaktywowali zespół z basistą Carminem Rojasem i perkusistą Dave’em Praterem, wydając nowy album Man in the Moon (1980), zanim zespół ponownie się rozpadł w 1982 roku.
Ian Curtis, zanim dołączył do Joy Division, był fanem Nektaru i został sfotografowany w koszulce z tą nazwą.

### Reaktywacja: Lata 2000-2016
Nektar reaktywował się w 2000 roku w składzie: Albrighton, Freeman i Ray Hardwick (perkusja) i wydał nowy album zatytułowany The Prodigal Son (2001). W następnym roku zespół wystąpił w NEARfest z pełnym klasycznym składem, w tym Mo Moore na gitarze basowej, Ron Howden na perkusji i Larry Fast (który grał na Recycled) ponownie gościnnie na syntezatorach. W 2003 roku Moore opuścił zespół i został zastąpiony przez nowego basistę Randy'ego Dembo. Nektar nagrał jeszcze album Evolution (2004), zanim Freeman został zastąpiony przez Toma Hughesa. Dembo i Hughes odeszli w sierpniu 2006 roku, powołując się na problemy z komunikacją, pieniędzmi, kwestie osobowości i zaufanie w kwestiach zarządzania. Dembo został na krótko zastąpiony przez powracającego Carmine Rojasa, zanim zespół zdecydował się na skład złożony z Albrightona, Howdena, gitarzysty Steve'a Adamsa, basisty Deshy Dunnahoe i klawiszowca Steve'a Matterna. Jednak ten skład nigdy nie pojawił się na scenie publicznie.
Później w 2006 roku zespół znalazł nowego menedżera w osobie Roya Claya, który zastąpił personel The Eclectic Records, grając w niepełnym wymiarze godzin „Prog fests” na całym świecie i od czasu do czasu pojawiając się w niektórych miejscach New Jersey/Nowy Jork. Clay został zwolniony z obowiązków na początku 2007 roku, po sporze o kwestie finansowe. Zespół złożył oficjalną skargę, która ujawniła kolejne nieuczciwe działania. Clay został ostatecznie skazany za oszustwa finansowe na 2 lata i 11 miesięcy więzienia. 
W połowie 2007 roku Albrighton odbył solową trasę koncertową. Pełna trasa koncertowa zespołu po Europie (głównie w Niemczech) została zaplanowana przez promotora z Europy, ale musiała zostać przełożona, ponieważ potrzebne były dodatkowe pieniądze na ukończenie nowego albumu Book of Days, który został wydany dopiero w następnym roku, w którym kiedy Adams, Dunnahoe i Mattern odeszli z zespołu. Book of Days zawierał więcej gitarowych utworów Roye'a Albrightona niż poprzednie albumy Nektaru.
Pod koniec 2007 roku zespół wyruszył w trasę koncertową, podczas której wykonał w całości Remember the Future, w składzie Klaus Henatsch na klawiszach i Peter Pichl na gitarze basowej. W tej formacji w 2008 roku intensywnie koncertowali w Europie. Te koncerty zaowocowały wysoko ocenionym dwupłytowym albumem koncertowym Fortyfied, który został wydany w 2009 roku przez wytwórnię Roye'a Treacle Music. W 2009 roku zespół ponownie zagrał swój pierwszy koncert w Stanach Zjednoczonych, występując jako headliner na festiwalu „Rites Of Spring” oraz w tygodniowej trasie po Wschodnim Wybrzeżu.
W połowie 2011 roku, Lux Vibratus dołączył do zespołu na basie podczas trasy Cleopatra records "Space Rock Invasion Tour" w Stanach Zjednoczonych. W tym czasie zespół nagrał album z kowerami A Spoonful of Time (2012). Obowiązki basowe były dzielone przez muzyka sesyjnego Jürgena Englera, basistę Mr. Big Billy'ego Sheehana i członka Yes Billy'ego Sherwooda, który był również producentem albumu. Skład Albrighton-Howden-Henatsch-Sherwood nagrał i wydał album Time Machine (2013). W Coach House w South Orange County w Kalifornii odbył się specjalny pokaz po nagraniu. Wracając do Nektar w 2013 roku, Lux Vibratus uczetniczył w imprezie Cruise To The Edge, a następnie w The Virada Cultural Festival w São Paulo w Brazylii. W czerwcu ten skład ponownie wyruszył w trasę po Stanach Zjednoczonych, ogłaszaną jako „UK Legends of Classic Rock”. W styczniu 2014 roku do zespołu dołączył basista Tom Fry, który wyruszył w europejską trasę koncertową. Podczas tej trasy Che Albrighton, syn Roye'a, po raz pierwszy wystąpił jako perkusista, ponieważ Howden miał inne zobowiązanie. Che wcześniej pracował jako kierownik trasy dla Nektar na kilku trasach.
26 lipca 2016 roku Roye Albrighton zmarł po bliżej nieokreślonej chorobie w wieku 67 lat.

### Ponowna reaktywacja po śmierci Roye'a Albrightona: po 2017
Po śmierci Roye'a Albrightona Klaus Henatsch (klawisze), Ron Howden (perkusja) i Tom Fry (gitara basowa) postanowili kontynuować produkcję nowego albumu we współpracy z wytwórnią On Stage Records, z którą współpracowali od 2015 roku. Pierwsze wydanie pod tą wytwórnią to podwójny album Live In Bremen. Również wysoko ceniony i doceniany, ponieważ dokumentuje ostatnią trasę koncertową z Royem Albrightonem. Później wydany również jako potrójny album winylowy. W tym nowym początku Nektar Alexander Hoffmeister został poproszony o pójście w ślady swojego idola i przyjaciela Roye'a Albrightona. Po przesłuchaniu w 2017 roku Klaus Henatsch, Ron Howden i Tom Fry byli gotowi kontynuować tradycję Nektar z Alexandrem Hoffmeisterem jako nowym wokalistą i gitarzystą.
Na początku 2018 roku Ron Howden (perkusja) postanowił opuścić grupę, aby założyć własny Nektar w USA i zwrócił się do Dereka „Mo” Moore'a o dołączenie do jego zespołu. Kiedy Moore się zgodził, byli członkowie Randy Dembo (gitara basowa i 12-strunowy), Mick Brockett (światła, projekcje) oraz Ryche Chlanda (gitara i śpiew) wkrótce dołączyli. Aby wypełnić miejsce na klawiszach, Kendall Scott, przyjaciel Chlandy, został sprowadzony na pokład.
Okoliczności odejścia Howdena doprowadziły do obecnego stanu zespołu, a mianowicie, że istnieją dwie formacje o nazwie „Nektar”. Jedna ma siedzibę w Niemczech i działa pod nazwą "New Nektar", a druga w Stanach Zjednoczonych. Aby stworzyć pewne wyróżnienie i dystans do dawnych sukcesów, niemiecka formacja wydała w 2018 roku swój album Megalomania pod nazwą „New Nektar”. Aby wypełnić lukę na perkusji, "New Nektar" zaangażował Che Albrightona, syna Roye'a Albrightona, do nagrania bębnów dla Megalomania, chociaż kiedy zespół zagrał swoją Megalomania Release Tour w grudniu 2018 roku, był zajęty graniem z Jamiem Lawsonem. Ostatecznie do zespołu dołączył Norbert Panza Lehmann. Tymczasem skład z USA zebrał zestaw nigdy nie nagranych formalnie piosenek z poprzedniego pobytu Chlandy w zespole i rozpoczął próby oraz nagrania do nowego albumu, który miał być zatytułowany The Other Side. Album ten został wydany w styczniu 2020 roku pod nazwą „Nektar”.
Pierwszy klawiszowiec Nektaru Allan "Taff" Freeman zmarł w sierpniu 2021 roku w wieku 76 lat.
29 września 2023 r. perkusista Ron Howden zmarł w wieku 78 lat po latach licznych problemów zdrowotnych, w tym nowotworu.

## Muzycy

### Aktualni członkowie

#### Stany Zjednoczone (Nektar)
- Derek „Mo” Moore – gitara basowa, instrumenty klawiszowe, śpiew, teksty (1969–1978, 2002–2003, od 2019)
- Mick Brockett – efekty specjalne (1969–1977, 2002, od 2019)
- Ryche Chlanda – gitary, śpiew (1978, od 2019)
- Randy Dembo – gitara basowa, gitara 12-strunowa, efekty basowe, chórki (2003–2006, od 2019)
- Kendall Scott – instrumenty klawiszowe (od 2019)

#### Niemcy (New Nektar)
- Klaus Henatsch – instrumenty klawiszowe, chórki (od 2007)
- Alexander Hoffmeister – śpiew, gitary (od 2017)
- Norbert „Panza” Lehmann – perkusja, chórki (od 2018)
- Holger Trull – gitara basowa, chórki (od 2021)

### Byli członkowie
|  | - Roye Albrighton – gitary, gitara basowa, śpiew (1969–1976, 1978, 1979–1982, 2000–2016); (zmarły 2016) - Allan "Taff" Freeman – instrumenty klawiszowe, syntezatory, chórki (1969–1978, 1979–1980, 2000–2004); (zmarły 2021) - Ron Howden – perkusja, instrumenty perkusyjne, chórki (1969–1978, 2003–2016, 2019–2023); (zmarły 2023) - Keith Walters – efekty specjalne (1969–1972) - Larry Fast – syntezatory (1975–1978, 2002–2003) - Dave Nelson – gitary, śpiew (1976–1978) - Dave Prater – perkusja, instrumenty perkusyjne, chórki (1979–1982) - Carmine Rojas – gitara basowa, śpiew wspomagający (1979–1982, 2006) - Tommi Schmidt – instrumenty klawiszowe, chórki (1980–1982) | - Ray Hardwick – perkusja, instrumenty perkusyjne (2000–2003) - Scott Krentz – instrumenty perkusyjne, chórki (2002) - Tom Hughes – instrumenty klawiszowe, chórki (2004–2006) - Steve Adams – gitary, chórki (2006–2007) - Desha Dunnahoe – gitara basowa, chórki (2006–2007) - Steve Mattern – instrumenty klawiszowe (2006–2007) - Peter Pichl – gitara basowa (2007–2011) - Lux Vibratus – gitara basowa (2011–2014) - Tom Fry – gitara basowa (2014–2019) - Billy Sherwood – gitara basowa (2013) - Che Albrighton – perkusja (2014, 2018) - Heike Nolden – gitara basowa, skrzypce, chórki (2019–2021) |

## Dyskografia

### Albumy studyjne
| Rok  | Album                            | USA | Australia |
| ---- | -------------------------------- | --- | --------- |
| 1971 | Journey to the Centre of the Eye | –   | –         |
| 1972 | A Tab in the Ocean               | 141 | –         |
| 1973 | ...Sounds Like This              | –   | –         |
| 1973 | Remember the Future              | 19  | 72        |
| 1974 | Down to Earth                    | 32  | 93        |
| 1975 | Recycled                         | 89  | –         |
| 1977 | Magic Is a Child                 | 172 | –         |
| 1980 | Man in the Moon                  | –   | –         |
| 2001 | The Prodigal Son                 | –   | –         |
| 2004 | Evolution                        | –   | –         |
| 2008 | Book of Days                     | –   | –         |
| 2012 | A Spoonful of Time               | –   | –         |
| 2013 | Time Machine                     | –   | –         |
| 2018 | Megalomania (New Nektar)         | –   | –         |
| 2020 | The Other Side                   | –   | –         |
| 2024 | Mission to Mars                  | –   | –         |

### Albumy koncertowe
| Rok  | Album                                                                                               |
| ---- | --------------------------------------------------------------------------------------------------- |
| 1974 | Sunday Night at London Roundhouse (5 utworów)                                                       |
| 1977 | Live in New York                                                                                    |
| 1978 | More Live Nektar in New York                                                                        |
| 2002 | Sunday Night at London Roundhouse Expanded version (10 utworów - wersja rozszerzona)                |
| 2002 | Unidentified Flying Abstract - Live at Chipping Norton 1974                                         |
| 2004 | Greatest Hits Live                                                                                  |
| 2005 | 2004 Tour Live                                                                                      |
| 2005 | Door to the Future - The Lightshow Tapes Volume 1                                                   |
| 2005 | Live in Germany 2005                                                                                |
| 2008 | Live in Detroit 1975                                                                                |
| 2011 | Fortyfied                                                                                           |
| 2011 | Complete Live In New York 1974 (kompilacja albumów Live in New York i More Live Nektar in New York) |
| 2011 | Greatest Hits Volume 1 (reedycja CD 1 Greatest Hits Live)                                           |
| 2011 | Greatest Hits Volume 2 (reedycja CD 2 Greatest Hits Live)                                           |
| 2014 | Live at the Patriots Theater (reedycja Greatest Hits Live)                                          |
| 2015 | Up Close (Roye Albrighton)                                                                          |
| 2017 | Live in Bremen                                                                                      |
| 2019 | Live Anthology 1974-1976                                                                            |
| 2021 | Sounds Like Swiss                                                                                   |

### Kompilacje
| Rok  | Album                                   |
| ---- | --------------------------------------- |
| 1976 | Nektar                                  |
| 1978 | Thru the Ears                           |
| 1978 | Best of Nektar                          |
| 1994 | Highlights                              |
| 1998 | The Dream Nebula: The Best of 1971–1975 |
| 2008 | The Boston Tapes                        |
| 2011 | Retrospektiv 1969–1980                  |

### Single
| Rok  | Tytuł                        | Billboard Hot 100 | U.S Mainstream Rock | UK Top 100 | Album               |
| ---- | ---------------------------- | ----------------- | ------------------- | ---------- | ------------------- |
| 1973 | "Do You Believe in Magic?"   | -                 | -                   | -          | ...Sounds Like This |
| 1974 | "What Ya Gonna Do?"          | -                 | -                   | -          | ...Sounds Like This |
| 1974 | "Remember the Future" (Edit) | -                 | -                   | -          | Remember the Future |
| 1974 | "Fidgety Queen'"             | -                 | -                   | -          | Down to Earth       |
| 1974 | "Astral Man"                 | 91                | -                   | -          | Down to Earth       |
| 1975 | "Flight to Reality"          | -                 | -                   | -          | Recycled            |
| 2005 | "Always"                     | -                 | -                   | -          | Evolution           |

## Wideografia
| Rok  | Tytuł                      |
| ---- | -------------------------- |
| 2003 | Live                       |
| 2005 | Pure: Live in Germany 2005 |